# 1993 год в музыке

## События
- Натали Мерчант покинула 10,000 Maniacs после двенадцати лет пребывания в группе.
- Майк Старр ушёл из Alice in Chains.
- Слэш покинул Guns N' Roses.
- Брюс Дикинсон ушёл из Iron Maiden.

## Хронология

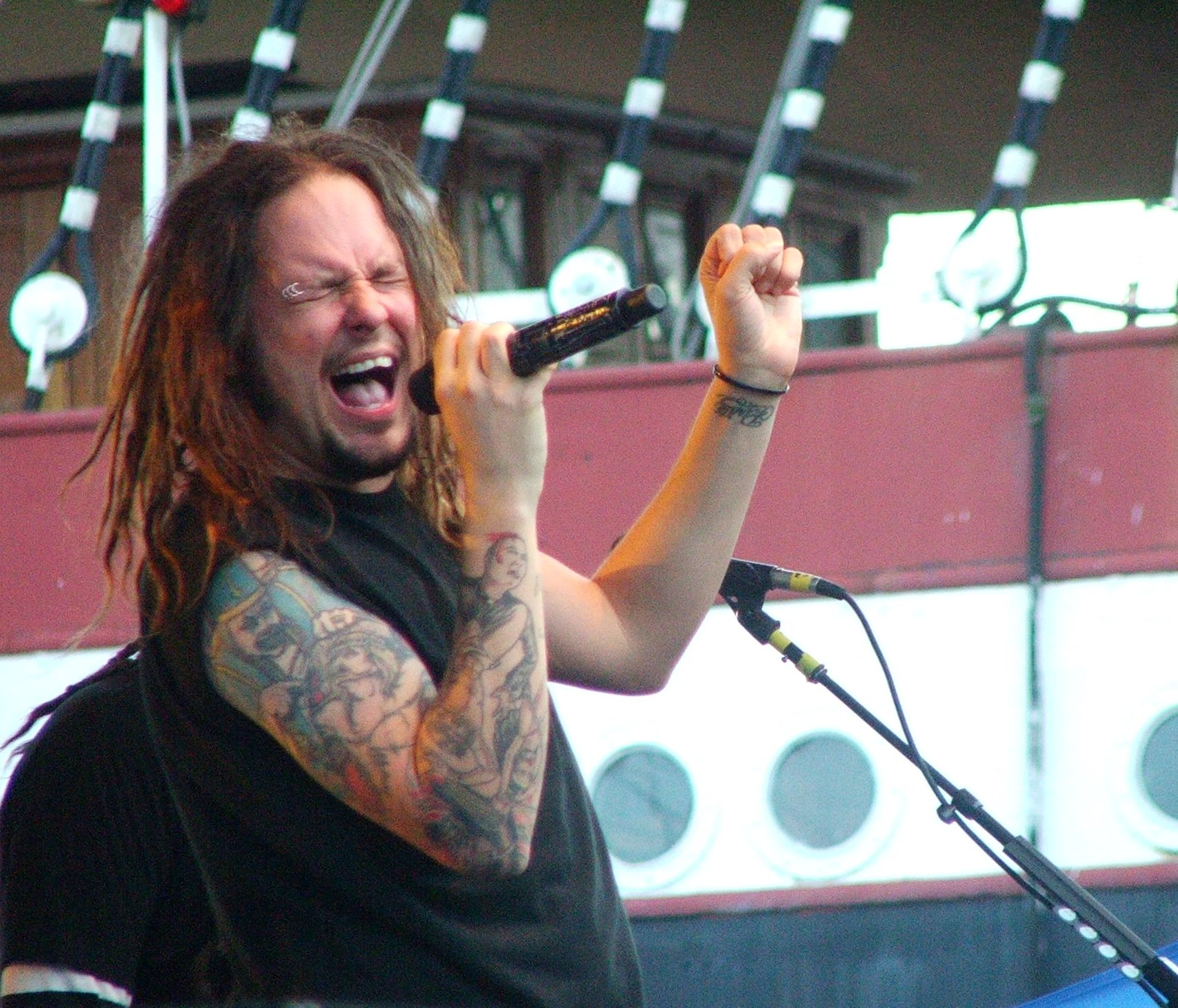
Основана группа Korn

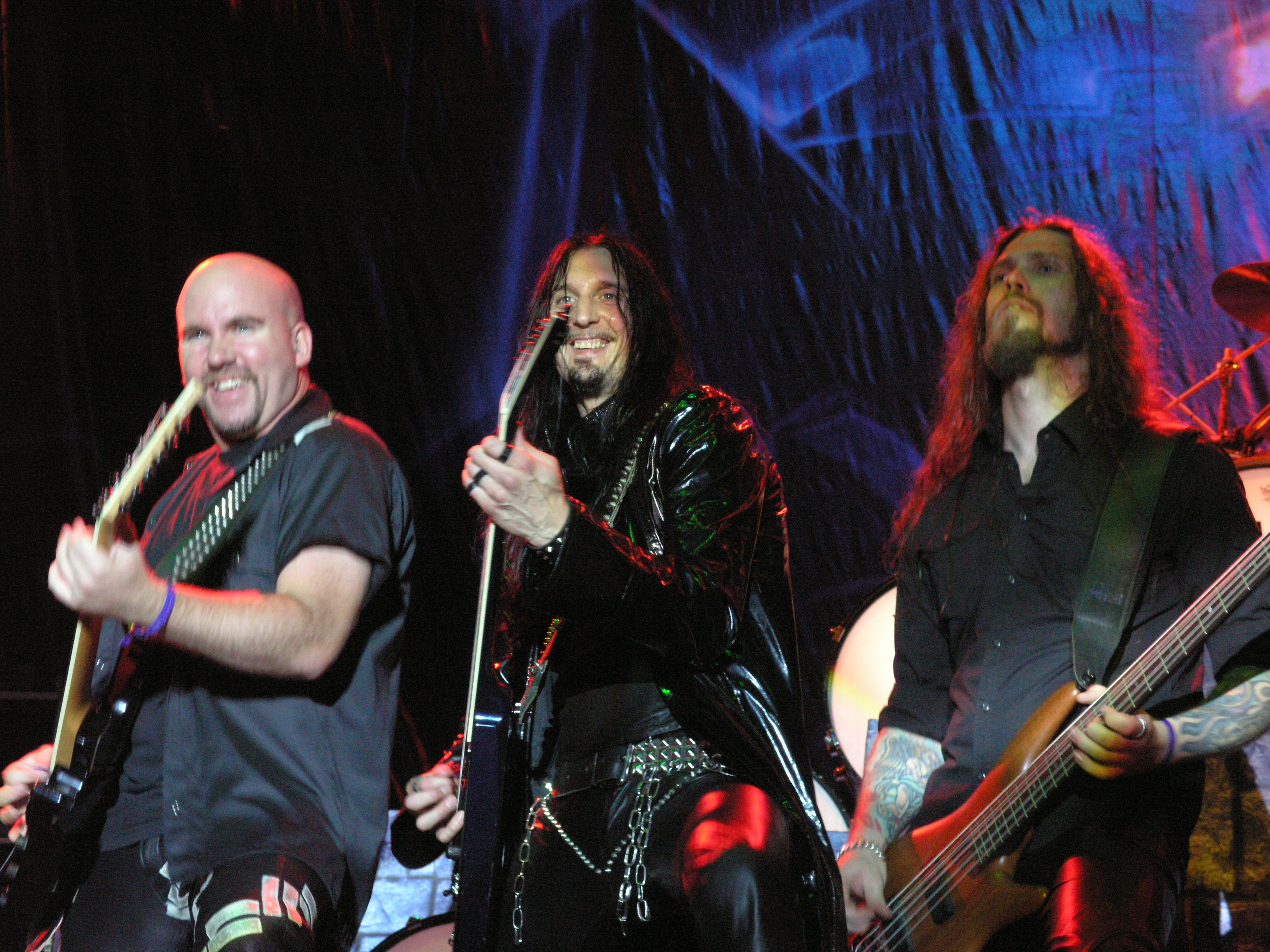
Основаны HammerFall

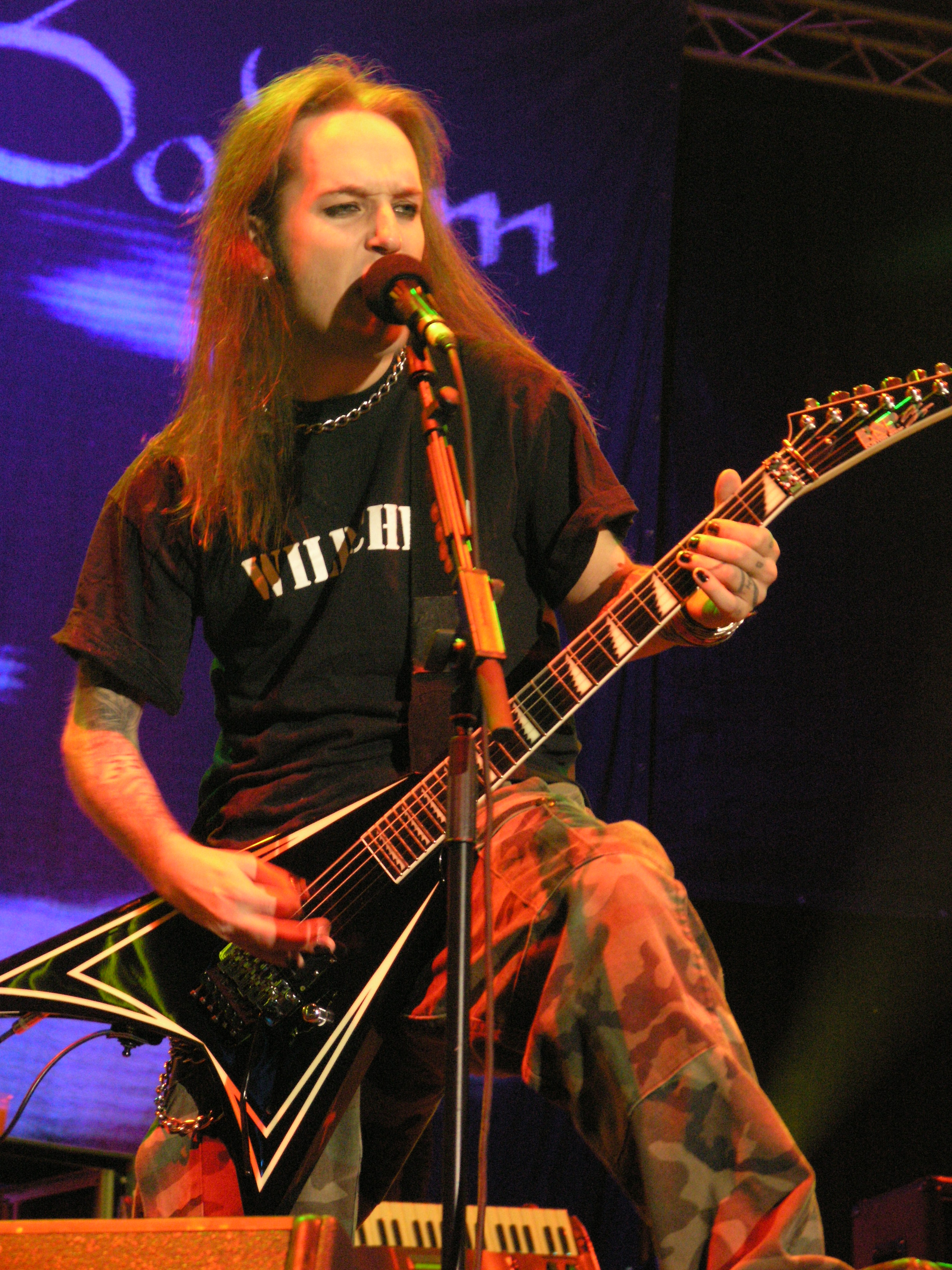
Основаны Children of Bodom

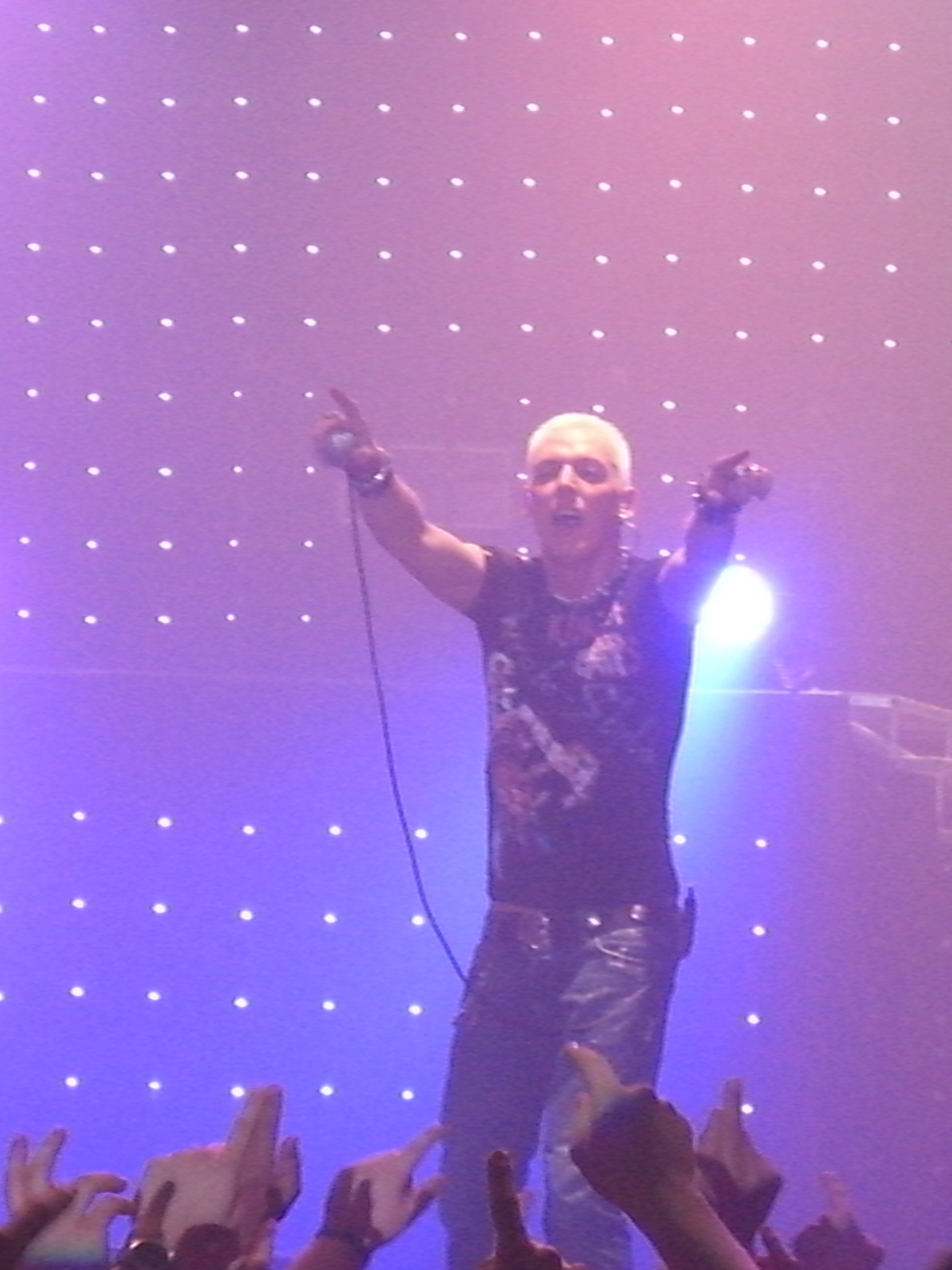
Основана группа Scooter

- Основана российская фолк-группа «Шмели».
- Основана российская павер-метал-группа Shadow Host.
- Основана российская дарк-метал-группа Mental Home.
- Основана российская метал-группа «Белый шаман».
- Основана российская ска-панк-группа Spitfire.
- Основана американская рок-группа Puddle of Mudd.
- Основана немецкая группа Scooter.
- Основана американская скейт-панк группа Diesel Boy
- Шведская рок-группа Nationalteatern начала выступать также и в качестве театральной труппы.
- В Лондоне образована группа Laika.
- Основана студия звукозаписи Rancho De La Luna.
- 8 января — к 58-й годовщине со дня рождения Элвиса Пресли почтовая служба США выпустила марку с его изображением. Её дизайн был выбран путём голосования ещё в 1992 году.
- 12 января — Cream воссоединились для совместного выступления в Лос-Анджелесе (шт. Калифорния, США) в честь внесения имени группы в Зал Славы Рок-н-ролла. Также в Зал славы на этот раз были включены такие исполнители, как Creedence Clearwater Revival, Рут Браун, The Doors, Ван Моррисон и Sly & the Family Stone.
- 13 января — Бобби Браун арестован в Огасте (шт. Джорджия, США) за имитацию полового акта на сцене.
- 9 февраля — альбом Vulgar Display of Power группы Pantera становится золотым.
- 14 февраля — Гарри Нилссон перенёс тяжёлый сердечный приступ.
- 4 марта — певица и актриса Патти Лабелль удостоилась звезды на Аллее славы в Голливуде, США. В этот же день у Бобби Брауна и Уитни Хьюстон родилась дочь Бобби Кристина.
- 8 марта — премьера на MTV культового мультсериала «Бивис и Баттхед». Отличительной особенностью каждого эпизода являлось обсуждение двумя неадекватными протагонистами различных популярных видеоклипов, находившихся в ротации канала на то время.
- 17 апреля — В Лос-Анджелесе (штат Калифорния, США) экс-вокалистка «The Bangles» Сюзанна Хоффс вышла замуж за кинорежиссёра, сценариста и продюсера Джея Роуча.
- 20 апреля — образовалась группа Backstreet Boys.
- 21 апреля — экс-басист The Rolling Stones Билл Уаймен женился на Сюзанн Аккоста.
- 24 апреля — Вилли Нельсон, Джон Кугар Мелленкэмп, Нил Янг и ещё более 30 различных исполнителей выступило на шестом благотворительном фестивале в помощь фермерам «Фарм Эйд (Farm Aid)», проходившим на этот раз в городе Эймс, штат Айова.
- 8 мая — выходит сингл «What Is Love» Haddaway.
- 30 мая — основана украинская рок-группа Green Grey.
- Июнь — кантри-певец Лайл Ловетт женился на актрисе Джулии Робертс в г. Мэрион, штат Индиана.
- 2 июня — в Нью-Йорке, в Шератон Нью Йорк Отель энд. Тауэрс прошла 24-я ежегодная церемония внесения имён выдающихся композиторов в Зал Славы сочинителей песен. На этот раз подобной чести были удостоены Мик Джаггер, Кит Ричардс, Пол Анка, Берт Кемпферт и Герберт Рехбейн[англ.].
- 4 июня — в Великобритании состоялась премьера авантюрной комедии «Мошенники» с Филом Коллинзом в главной роли.
- 9 июня — в США прошла премьера автобиографической драмы о жизни и творчестве Тины Тёрнер «На что способна любовь».
- 10 августа — релиз 12-го студийного альбома Билли Джоэла River of Dreams (ставший впоследствии пятикратно мультиплатиновым в США). Примечательно, что обложку для пластинки нарисовала его тогдашняя жена Кристи Бринкли.
- 14 сентября — альбом Cowboys from Hell группы Pantera становится золотым.
- 15 сентября — на стадионе «Лужники» Майкл Джексон даёт первый концерт в России.
- 8 — 19 октября — премьера супер-шоу «Полнолуние» в Зале «Россия»,
- 11 ноября — Майкл Джексон завершил 2-ю часть гастрольного тура «Dangerous World Tour» концертом в Мехико, Мексика.
- 26 ноября — бас-гитарист U2 Адам Клэйтон не смог отыграть концерт в Сиднее из-за сильного алкогольного опьянения — единственный за всю историю группы случай выступления не в оригинальном составе.

## Концерты и туры

### Майкл Джексон
- 11 ноября — последний концерт тура Dangerous World Tour (1992‒1993).

### Брайан Мэй
- 18 декабря — последний концерт тура Back to the Light Tour (1992‒1993).

## Группы

### Образовавшиеся
- At the Drive-In
- Children of Bodom
- Dimmu Borgir
- Daft Punk
- D.O.B. Community
- F.P.G.
- Green Grey
- HammerFall
- Jimmy Eat World
- Korn
- Papa Roach
- Red Snapper
- Rhapsody / Rhapsody of Fire
- Scooter
- The Crystal Method
- Ulver
- Краденое солнце
- Ночные снайперы
- Эпидемия

### Восстановившиеся
- Гражданская Оборона

### Распавшиеся
- Егор и Опизденевшие

## Выпущенные альбомы
См. также категорию музыкальных альбомов 1993 года.

### Январь
- 5 января — Mark Collie (Mark Collie)
- 5 января — Slo*Blo (Cell)
- 6 января — Lucky Therteen (Янг, Нил)
- 11 января — So Close (Дина Кэрролл)
- 11 января — The Way We Walk, Volume Two: The Longs (Genesis)
- 12 января — American Grafishy (Flipper)
- 12 января — Blue Funk (Heavy D & the Boyz)
- 12 января — Edge of Excess (Triumph)
- 12 января — No Cure for Cancer (Денис Лири)
- 12 января —Tha Triflin' Album (King Tee)
- 12 января — Wake Up Screaming (Every Mother's Nightmare)
- 18 января — Songs from the Mirror (Fish)
- 19 января — 12 Inches of Snow (Snow)
- 19 января — Body, Mind, Soul (Bebbie Gibson)
- 19 января — The Erosion of Sanity (Gorguts)
- 19 января — The Juliet Letters (Elvis Costello and The Brodsky Quartet)
- 19 января — The Wheel (Rosanne Cash)
- 20 января — Friends Can Be Lovers (Уорвик, Дайон)
- 25 января — Barry Live in Britain (Barry Manilow)
- 25 января — Dusk (The The)
- 25 января — Perverse (Jesus Jones)
- 25 января — Star (Belly)
- 26 января — Fire un the Dark (Billy Dean)

### Февраль
- 1 февраля — Off the Ground (Пол Маккартни)

### Март
- 1 марта — Everybody Else Is Doing It, So Why Can’t We? (The Cranberries)
- 15 марта — Coverdale & Page (Coverdale and Page)
- Мисс большая грудь (Мальчишник)

### Апрель
- 6 апреля — Black Tie White Noise (Дэвид Боуи)
- 19 апреля — Backstreet Dreams (Blue System)
- 19 апреля — Tutte storie (Эрос Рамаццотти)

### Май
- 4 мая — Down with the King (Run-D.M.C.)

- Blues Alive (Гэри Мур)

### Июнь
- 22 июня — Individual Thought Patterns (Death)
- 28 июня — Live & Loud (Ozzy Osbourne)
- 29 июня — Crazy Legs (Джефф Бек, LP)

### Июль
- 26 июля — Позорная звезда (Агата Кристи)

### Август
- 14 августа — Ambient (Moby)
- 6 августа — Bad Image (Kingdom Come)
- 30 августа — Last Splash (the Breeders)

### Сентябрь
- 2 сентября — Chaos A.D. (Sepultura)
- 28 сентября — Insanity and Genius (Gamma Ray)
- Brutality and Bloodshed for All (Джи-Джи Аллин и The Murder Junkies)

### Октябрь
- 4 октября — Get Into You (Данни Миноуг)
- 19 октября — Counterparts (Rush)
- 19 октября — Vs. (Pearl Jam)

### Ноябрь
- 8 ноября — Paul Is Live (Пол Маккартни)
- 9 ноября — Enter the Wu-Tang (36 Chambers) (Wu-Tang Clan)
- 29 ноября — Bastards (Motörhead)
- 23 ноября — The Spaghetti Incident? (Guns N’ Roses)

### Декабрь
- 6 декабря — The Cross of Changes (Enigma)

### Неточная дата
- Ожерелья Магадана (Александр Новиков)
- Беспредел (Владимир Асмолов)
- Две большие разницы (Владимир Асмолов)
- Двойной альбом (Крематорий)
- Химера (Химера)
- Шара № 8 (Анатолий Полотно)
- Полнолуние (Валерий Леонтьев)
- Ночь (Валерий Леонтьев)
- У ворот Господних (Валерий Леонтьев)
- Alles Lüge (Lacrimosa)
- Almost a Dance (The Gathering)
- Analogue Bubblebath 3 (Aphex Twin)
- Beyond the Banana Islands (Юрий Чернавский)
- Chronologie (Жан-Мишель Жарр)
- Debut (Бьорк)
- Det Som Engang Var (Burzum)
- Drawing Down the Moon (Beherit)
- Echoes (Camel)
- Emergency On Planet Earth (Jamiroquai)
- Emperor (Emperor, EP)
- Everything Changes (Take That)
- Face the Heat (Scorpions)
- Fate of Nations (Robert Plant)
- Full Moon, Dirty Hearts (INXS)
- I Hear Black (Overkill)
- In the Glare of Burning Churches (Graveland)
- In Utero (Nirvana)
- Incunabula (Autechre)
- Joyrex J9i (Aphex Twin)
- Joyrex J9ii (Aphex Twin)
- Last One on Earth (Asphyx)
- Live MCMXCIII (The Velvet Underground)
- Mikymauzoleum (Яромир Ногавица)
- Modern Life Is Rubbish (Blur)
- Music Box (Мэрайя Кэри)
- Neroli (Брайан Ино)
- Nightcap (Jethro Tull)
- Pablo Honey (Radiohead)
- Pure Holocaust (Immortal)
- Songs of Faith and Devotion (Depeche Mode)
- Surfing on Sine Waves (Aphex Twin)
- Suede (Suede)
- Tokyo Tales (Blind Guardian)
- The Battle Rages On… (Deep Purple)
- The Buddha of Suburbia (Дэвид Боуи)
- The Ultimate Incantation (Vader)
- The Wedding Album (Duran Duran)
- Those of the Unlight (Marduk)
- Try Anything Once (Парсонс, Алан)
- Under a Funeral Moon (Darkthrone)
- Very (Pet Shop Boys)
- Невеста (Настя)
- Электронная лирика (Био)
- Сабачья чушь (Монгол Шуудан)
- Нажми на газ (Сектор Газа)
- Сектор Газа (Сектор Газа)
- Я родилась в Сибири (Маша Распутина)
- Сто лет одиночества (Егор и Опизденевшие)
- Истинный убийца (Король и Шут)

## Продажи
- Самый продаваемый сингл в США (Billboard Hot 100) — «I Will Always Love You» (Уитни Хьюстон)
- Самый продаваемый альбом в США (Billboard Top 200) — звуковая дорожка к фильму «Телохранитель» (Уитни Хьюстон)
- Самый продаваемый сингл в Великобритании — «I’d Do Anything for Love» (Мит Лоуф)
- Самый продаваемый альбом в Великобритании — Bat Out of Hell II: Back into Hell (Мит Лоуф), второе место — «Automatic for the People» (R.E.M.), третье место — «Everything Changes» (Take That)

## Самые успешные хиты года
Следующие композицие достигли наивысших мест в чартах по всему миру в 1993 году.
| # | Исполнитель      | Название                                       | Год  | Страна                    | Позиции в чартах |
| - | ---------------- | ---------------------------------------------- | ---- | ------------------------- | --- |
| 1 | Meatloaf         | I’d Do Anything for Love (But I Won’t Do That) | 1993 | Соединённые Штаты Америки | UK 1 — Oct 1993, US BB 1 of 1993, Holland 1 — Oct 1993, Austria 1 — Nov 1993, Switzerland 1 — Nov 1993, Norway 1 — Oct 1993, Germany 1 — Jan 1994, Éire 1 — Oct 1993, New Zealand 1 for 5 weeks Sep 1993, Australia 1 for 8 weeks Dec 1993, Sweden 2 — Oct 1993, Poland 5 — Nov 1993, Australia 5 of 1993, France 10 — Sep 1993, US BB 15 of 1993, Europe 20 of the 1990s, Germany 28 of the 1990s, US CashBox 32 of 1994, POP 34 of 1993, Belgium 210 of all time, OzNet 375 |
| 2 | UB40             | I Can’t Help Falling in Love With You          | 1993 | Великобритания            | UK 1 — May 1993, US BB 1 of 1993, US CashBox 1 of 1993, Holland 1 — May 1993, Sweden 1 — Jun 1993, Austria 1 — Jul 1993, New Zealand 1 for 11 weeks Jun 1993, Australia 1 for 7 weeks Oct 1993, Switzerland 2 — Jun 1993, Germany 2 — Jun 1993, Australia 3 of 1993, Norway 4 — Jun 1993, US BB 6 of 1993, POP 6 of 1993, France 10 — May 1993, Poland 12 — Aug 1993, Scrobulate 48 of reggae, Germany 85 of the 1990s, Italy 88 of 1993, OzNet 836                           |
| 3 | Four Non Blondes | What’s Up?                                     | 1993 | Соединённые Штаты Америки | Holland 1 — Jul 1993, Sweden 1 — Aug 1993, Austria 1 — Aug 1993, Switzerland 1 — Jul 1993, Norway 1 — Jul 1993, Poland 1 — Jul 1993, Germany 1 — Jul 1993, Éire 1 — Jul 1993, UK 2 — Jun 1993, Italy 8 of 1993, Australia 10 of 1993, US BB 14 of 1993, Germany 17 of the 1990s, US BB 31 of 1993, Scrobulate 46 of 90s, US CashBox 50 of 1993, RYM 61 of 1993, Europe 62 of the 1990s, POP 67 of 1993, Belgium 209 of all time                                               |
| 4 | Сноу             | Informer                                       | 1993 | Канада                    | US BB 1 of 1993, Sweden 1 — Mar 1993, Switzerland 1 — Apr 1993, Norway 1 — Apr 1993, Germany 1 — Apr 1993, Éire 1 — Apr 1993, New Zealand 1 for 3 weeks May 1993, Australia 1 for 5 weeks Sep 1993, UK 2 — Mar 1993, Holland 2 — Mar 1993, Austria 3 — May 1993, Australia 6 of 1993, US CashBox 9 of 1993, US BB 13 of 1993, POP 51 of 1993, Germany 52 of the 1990s, Italy 68 of 1993                                                                                       |
| 5 | Haddaway         | What Is Love                                   | 1993 | Тринидад и Тобаго         | US BB 1 of 1993, Holland 1 — Apr 1993, France 1 — Apr 1993, Austria 1 — May 1993, Switzerland 1 — Apr 1993, Norway 1 — Apr 1993, Éire 1 — Jul 1993, POP 1 of 1993, UK 2 — Jun 1993, Sweden 2 — Mar 1993, Germany 2 — Mar 1993, Scrobulate 4 of 90s, Italy 5 of 1993, Germany 10 of the 1990s, US BB 11 of 1993, RYM 154 of 1993 |

## Награды
- «Грэмми» за альбом года — Уитни Хьюстон и др. за саундтрек к фильму «Телохранитель»
- «Грэмми» за запись года — Уитни Хьюстон за «I Will Always Love You»
- «Грэмми» за песню года — «A Whole New World» (тема к мультфильму «Аладдин», авторы — Алан Менкен и Тим Райс)
- Brit Awards за лучшие британские записи: сингл — «Pray» (Take That), альбом — «Connected» (Stereo MC's)
- Лучшая песня согласно журналу Rolling Stone — «Loser» (Бек)
- В 1993 году Эрик Клэптон выиграл премии «Грэмми» во всех самых престижных номинациях — «альбом года» («MTV Unplugged»), «песня года» («Tears In Heaven») и «запись года» («Tears In Heaven»).
- «American Music Awards» Лучший новый поп/рок артист — Pearl Jam
- «American Music Awards» Лучший новый хеви-металл/хард-рок артист — Pearl Jam
- «MTV Video Music Awards» Видео года — Pearl Jam за видео «Jeremy»
- «MTV Video Music Awards» Лучшее видео группы — Pearl Jam за видео «Jeremy»
- «MTV Video Music Awards» Лучшее Хард-Рок видео — Pearl Jam за видео «Jeremy»
- «MTV Video Music Awards» за режиссуру — Pearl Jam за видео «Jeremy»
- «MTV Video Music Awards» за лучшее альтернативное видео - Nirvana за видео In Bloom
- «BRIT Awards» Лучший международный новый исполнитель - Nirvana
- «BRIT Awards» Лучшая международная группа - Nirvana
- «Грэмми» за лучшую рок-песню - Nirvana - за песню Smells Like Teen Spirit

### Зал славы рок-н-ролла
Исполнители:
- Cream (Джинджер Бейкер, Джек Брюс и Эрик Клэптон)[1]
- Creedence Clearwater Revival (Дуг Клиффорд, Стю Кук[англ.], Джон Фогерти и Том Фогерти)[2]
- The Doors (Джон Денсмор, Робби Кригер, Рэй Манзарек и Джим Моррисон)[3]
- Frankie Lymon and the Teenagers (Шерман Гарнс[англ.], Фрэнки Лаймон, Джимми Мерчант[англ.], Джо Негрони[англ.] и Херман Сантьяго[англ.])[4]
- Sly & the Family Stone (Ларри Грэм, Джерри Мартини[англ.], Синтия Робинсон, Роуз Стоун[англ.], Слай Стоун, Фредди Стоун[англ.] и Грег Эррико[англ.])[5]
- Рут Браун[6]
- Этта Джеймс[7]
- Ван Моррисон[8]

Раннее влияние:
- Дина Вашингтон[9]

Неисполнители:
- Милт Гейблер[10]
- Дик Кларк[11]

### Зал славы авторов песен
- Пол Анка[12]
- Мик Джаггер[13]
- Берт Кемпферт[14]
- Херберт Ребайн[англ.][15]
- Кит Ричардс[16]

Награда Джонни Мерсера:
- Джул Стайн[17]

Награда Эйба Олмена издателю:
- Берри Горди[18]

Награда Сэмми Кана за жизненные достижения:
- Рэй Чарльз[19]

Награда покровителю искусств:
- Мишель Ру[20]

### Зал славы кантри
- Вилли Нельсон[21]

## Родились
- 2 января — Брайсон Тиллер — американский певец, автор песен и рэпер.
- 10 февраля — Хаски — российский рэпер.
- 2 марта — Мария Яремчук — украинская эстрадная певица.
- 4 марта — Бобби Кристина Браун (ум. 2015) — американская медийная персона и певица.
- 9 марта
  - Murda Killa (ум. 2020) — российский рэпер.
  - Мин Юнги — южнокорейский рэпер, участник бойз-бенда BTS.
- 16 марта — Дава — российский хип-хоп и рэп-исполнитель, видеоблогер и телеведущий.
- 26 марта — Анастасия Кожевникова — украинская певица, бывшая солистка группы «ВИА Гра».
- 31 марта — Markul — российский хип-хоп-исполнитель.
- 9 мая — Рёсукэ Ямада — японский певец, актёр, автор песен, участник группы Hey! Say! JUMP.
- 13 мая — Дебби Райан —  американская актриса и певица.
- 16 мая — IU — южнокорейская певица и актриса.
- 18 мая — Alekseev — украинский певец.
- 21 июня — Шена Шульгина — российская актриса, певица и телеведущая.
- 26 июня — Ариана Гранде — американская певица, актриса, автор песен и музыкальный продюсер.
- 10 июля — Luxury Girl — российская порноактриса, продюсер, режиссёр, блогер и певица.
- 26 июля
  - Элизабет Гиллис — американская актриса, певица и танцовщица.
  - Тейлор Момсен — американская актриса, певица и модель.
- 28 июля — Шер Ллойд — английская певица, модель, актриса.
- 10 августа — GSPD — российский музыкант и продюсер.
- 17 августа — Mary Gu — российская певица и блогер.
- 29 августа — Лиам Пейн (ум. 2024) — английский певец, бывший участник группы One Direction.
- 10 сентября — Руджеро Паскарелли — итальянский певец и актер.
- 13 сентября — Найл Хоран — ирландский певец, бывший участник группы One Direction.
- 16 сентября — Joji — австрало-японский и американский певец-композитор, музыкальный продюсер, автор, комик, в прошлом интернет-знаменитость и ютубер.
- 13 октября — Тиффани Трамп — американская певица и модель, дочь президента США Дональда Трампа.
- 16 ноября — Yanix — российский рэпер.
- 1 декабря — Drakeo the Ruler (ум. 2021) — американский рэпер и автор песен.
- 22 декабря — Меган Трейнор — американская певица, автор-исполнитель и продюсер.

## Скончались
- 6 января — Диззи Гиллеспи (75) — американский джазовый музыкант, певец и композитор
- 19 апреля — Стив Дуглас[англ.] (54) — американский саксофонист и флейтист
- 29 апреля — Мик Ронсон (46) — британский гитарист, аранжировщик, композитор и музыкальный продюсер, участник группы The Spiders from Mars
- 21 июня — Ато Тарксон (59) — ганский композитор и музыковед
- 28 июня — Джи-Джи Аллин (36) — американский рок-музыкант
- 10 августа — Евронимус (25) — норвежский музыкант, гитарист группы Mayhem
- 30 августа — Азгар Абдуллин (69) — советский и российский татарский композитор, дирижёр, музыковед и музыкальный педагог
- 26 ноября — Сезар Герра Пейши (79) — бразильский композитор, дирижёр, музыковед и музыкальный педагог
- 4 декабря — Фрэнк Заппа (52) —  американский певец, автор песен, мультиинструменталист, композитор и бэнд-лидер
- 12 декабря — Сариджа Ньюнг (85) — индонезийский композитор и музыкант
- 19 декабря — Майкл Кларк[англ.] (47) — американский музыкант, барабанщик группы The Byrds